# Michel Bergeron Trophy
Michel Bergeron Trophy (fr. Trophée Michel Bergeron) – nagroda przyznawana najlepszemu ofensywnemu pierwszoroczniakowi (debiutantowi) sezonu w kanadyjskiej lidze juniorskiej w hokeju na lodzie QMJHL.
W latach 1969–1980 trofeum przyznawano generalnie najlepszemu pierwszoroczniakowi sezonu (pod ówczesną nazwą fr. LHJMQ Recrue de l’année; ang. QMJHL Rookie of the Year), obecnie jako Coupe RDS.
Nagroda została nazwana od Michela Bergerona, grającemu w rozgrywkach od 1971 do 1974.

## Lista nagrodzonych
| Sezon     | Zawodnik             | Klub                     |
| --------- | -------------------- | ------------------------ |
| 2016-2017 | Nico Hischier        | Halifax Mooseheads       |
| 2015-2016 | Witalij Abramow      | Gatineau Olympiques      |
| 2014–2015 | Dmytro Timashov      | Québec Remparts          |
| 2013–2014 | Nikolaj Ehlers       | Halifax Mooseheads       |
| 2012–2013 | Walentin Zykow       | Baie-Comeau Drakkar      |
| 2011–2012 | Michaił Grigorienko  | Québec Remparts          |
| 2010–2011 | Charles Hudon        | Chicoutimi Saguenéens    |
| 2009–2010 | Petr Straka          | Rimouski Océanic         |
| 2008-2009 | Dmitrij Kugryszew    | Quebec Remparts          |
| 2007-2008 | Nicolas Deschamps    | Chicoutimi Saguenéens    |
| 2006-2007 | Jakub Voráček        | Halifax Mooseheads       |
| 2005-2006 | Angelo Esposito      | Québec Remparts          |
| 2004-2005 | Derick Brassard      | Drummondville Voltigeurs |
| 2003-2004 | Sidney Crosby        | Rimouski Océanic         |
| 2002-2003 | Petr Vrána           | Halifax Mooseheads       |
| 2001-2002 | Benoît Mondou        | Baie-Comeau Drakkar      |
| 2000-2001 | Pierre-Marc Bouchard | Chicoutimi Saguenéens    |
| 1999-2000 | Chris Montgomery     | Montreal Rocket          |
| 1998-1999 | Ladislav Nagy        | Halifax Mooseheads       |
| 1997-1998 | Mike Ribeiro         | Rouyn-Noranda Huskies    |
| 1996-1997 | Vincent Lecavalier   | Rimouski Océanic         |
| 1995-1996 | Pavel Rosa           | Hull Olympiques          |
| 1994-1995 | Daniel Brière        | Drummondville Voltigeurs |
| 1993-1994 | Christian Dubé       | Sherbrooke Faucons       |
| 1992-1993 | Steve Brule          | Saint-Jean Lynx          |
| 1991-1992 | Alexandre Daigle     | Victoriaville Tigres     |
| 1990-1991 | René Corbet          | Drummondville Voltigeurs |
| 1989-1990 | Martin Lapointe      | Laval Titan              |
| 1988-1989 | Yanic Perreault      | Trois-Rivières Draveurs  |
| 1987-1988 | Martin Gelinas       | Hull Olympiques          |
| 1986-1987 | Rob Murphy           | Laval Voisins            |
| 1985-1986 | Pierre Turgeon       | Granby Bisons            |
| 1984-1985 | Jimmy Carson         | Verdun Junior Canadiens  |
| 1983-1984 | Stéphane Richer      | Granby Bisons            |
| 1982–1983 | Pat LaFontaine       | Verdun Juniors           |
| 1981-1982 | Sylvain Turgeon      | Hull Olympiques          |
| 1980-1981 | Claude Verret        | Trois-Rivières Draveurs  |

## Nagrodzeni w latach 1970-1980
| Sezon     | Zawodnik          | Klub                    |
| --------- | ----------------- | ----------------------- |
| 1979-1980 | Dale Hawerchuk    | Cornwall Royals         |
| 1978-1979 | Alain Grenier     | Laval National          |
| 1977-1978 | Denis Savard      | Montreal Juniors        |
| 1977-1978 | Normand Rochefort | Trois-Rivières Draveurs |
| 1976-1977 | Rick Vaive        | Sherbrooke Castors      |
| 1975-1976 | Jean-Marc Bonamie | Shawinigan Dynamos      |
| 1974-1975 | Denis Pomerleau   | Hull Festivals          |
| 1973-1974 | Mike Bossy        | Laval National          |
| 1972-1973 | Pierre Larouche   | Sorel Éperviers         |
| 1971-1972 | Bob Murray        | Cornwall Royals         |
| 1970-1971 | Bob Murphy        | Cornwall Royals         |
| 1969-1970 | Serge Martel      | Verdun Maple Leafs      |